# Martin-chasseur du Sénégal
Halcyon senegalensis
Espèce
Statut de conservation UICN

 LC  : Préoccupation mineure
Le Martin-chasseur du Sénégal (Halcyon senegalensis) est une espèce d'oiseaux de la famille des Alcedinidae et de la sous-famille des Halcyoninae. Il est commun en Afrique tropicale et équatoriale. C'est une espèce endémique du continent africain. Dans son Histoire naturelle, le naturaliste français Georges-Louis Leclerc Buffon prête à cette espèce le nom vernaculaire de baboucard, mot dérivé du nom de l'oiseau en langue wolofe, bien que cette appellation ne soit plus courante en français.

## Morphologie
Il n'y a pas de dimorphisme sexuel chez cette espèce.

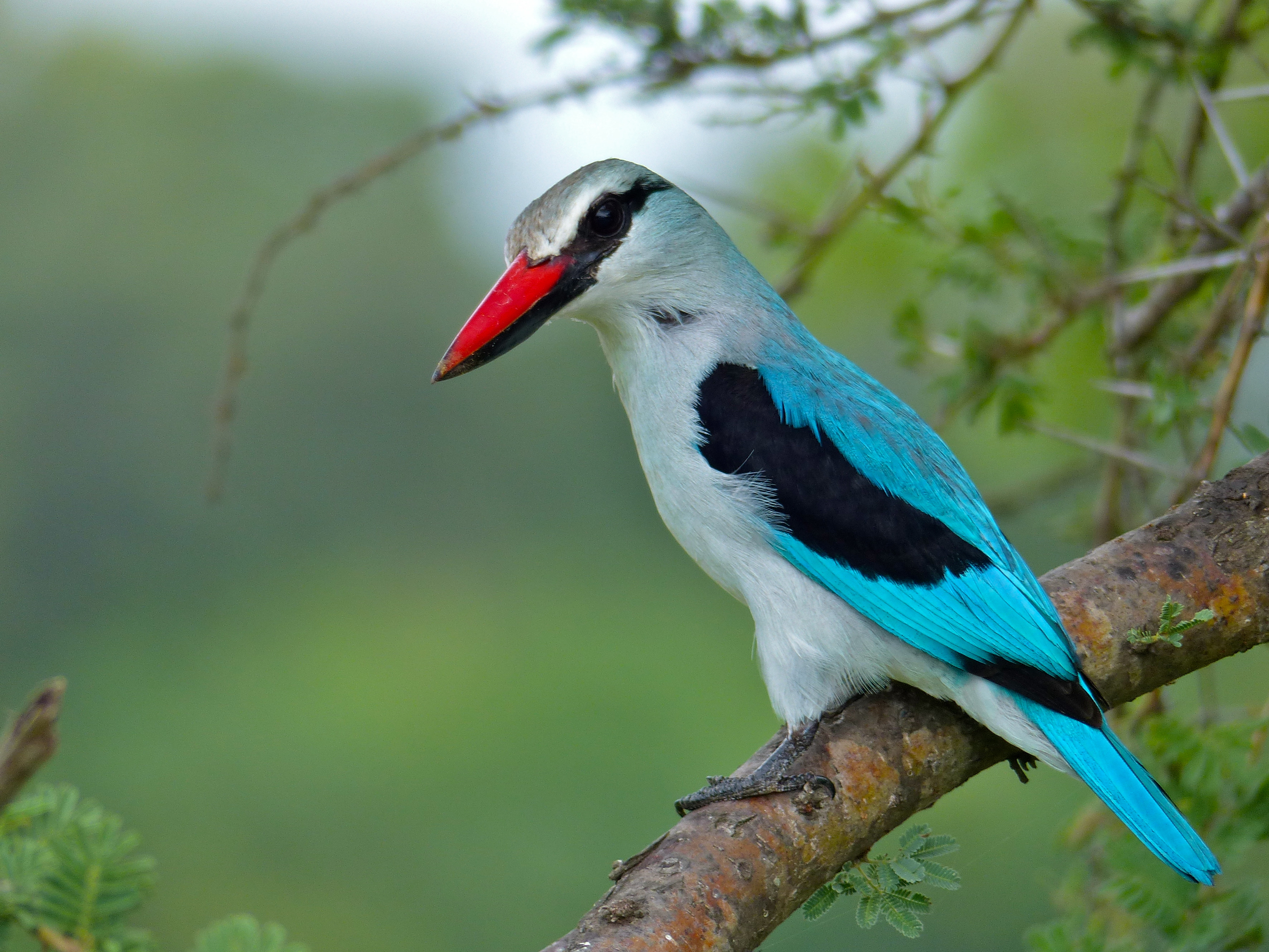
Halcyon senegalensis (Parc national Kruger, Afrique du Sud)

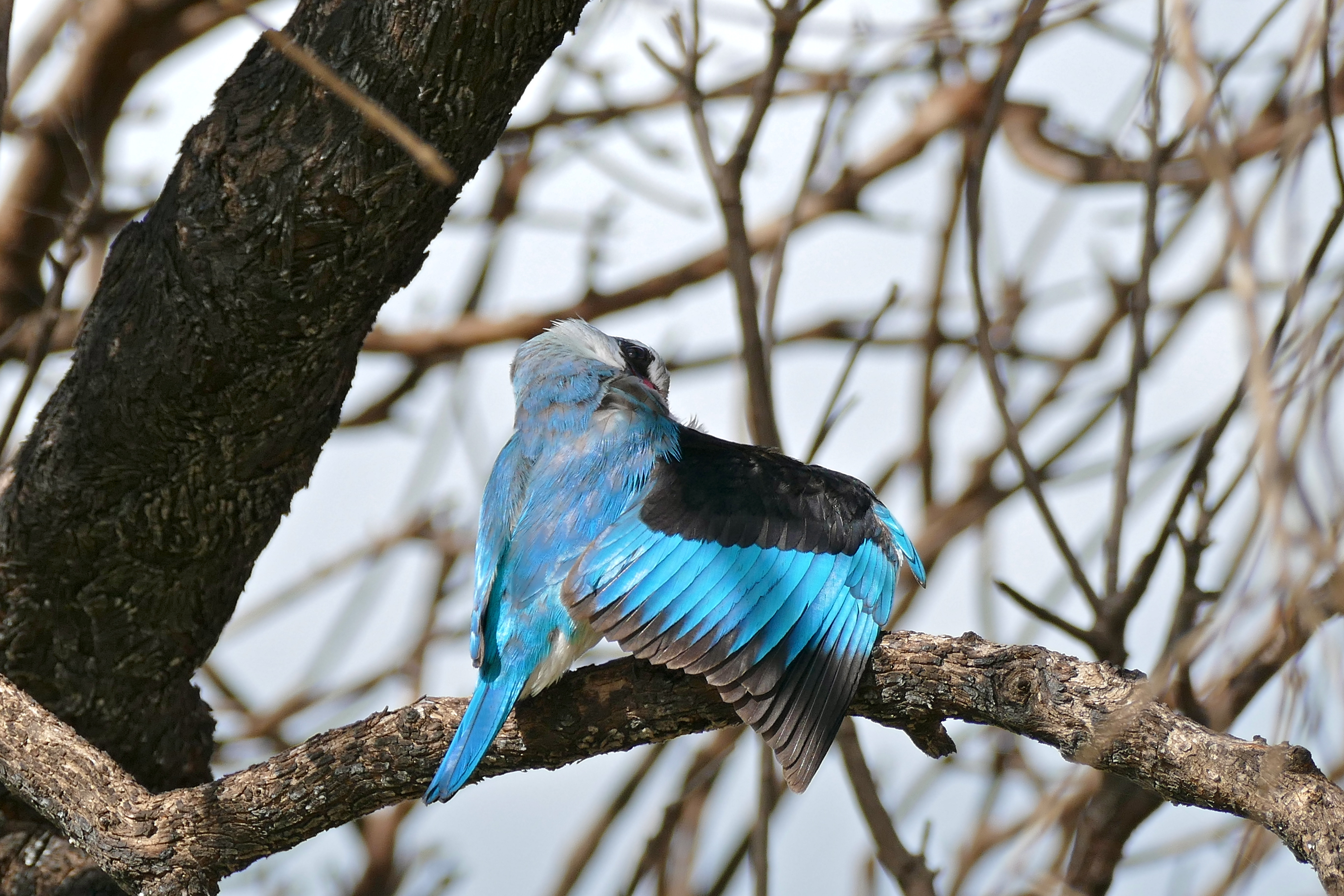
Détail de l'aile

C'est un Martin-chasseur de taille moyenne, de 20 à 23 cm de long. Les adultes ont le dos, les plumes principales des ailes et la queue d'un bleu clair mais vif. Le sommet du crâne et la nuque sont gris-bleu. La face, la gorge et le ventre sont blancs. Cet oiseau présente une bande noire sur l'œil qui s'étend du bec jusqu'en arrière de l'œil, parfois même au-delà de la tempe. Les plumes scapulaires sont noires. Le bec est bicolore : la mandibule supérieure est rouge, l'inférieure est noire. Les pattes sont gris-brun, de même que l'iris. Les plumes primaires et secondaires du dessous des ailes sont noires à l'extrémité, mais le dessous de l'aile est blanc en grande partie.
Certains individus peuvent avoir une tête plus grise, ce qui peut provoquer des confusions avec le martin-chasseur des mangroves.
Les juvéniles sont plus ternes et ont le bec marron. Les oisillons sont gris plus ou moins tachetés de brun.

## Comportement

### Comportement social
Cette espèce est très territoriale. Elle attaque tout intrus, ce qui peut parfois inclure les humains.

### Vol
Le vol du martin-chasseur du Sénégal est rapide et en ligne droite.

### Alimentation

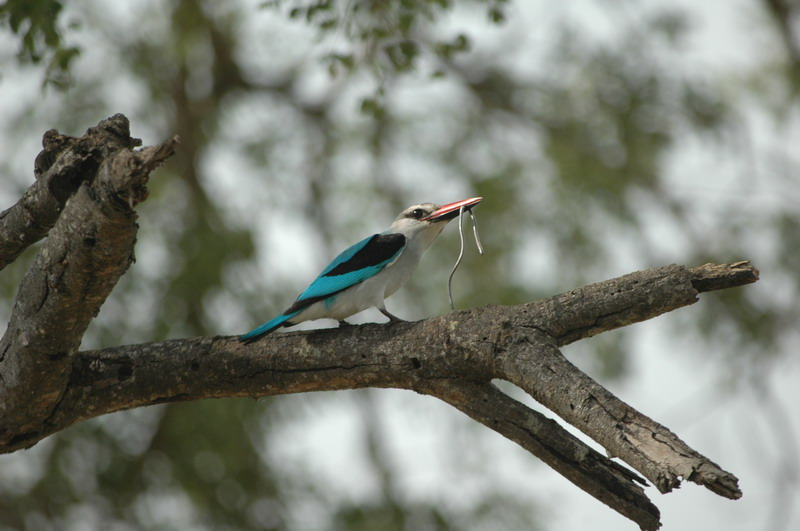
Martin-chasseur du Sénégal ayant capturé un serpent-minute

Le martin-chasseur du Sénégal chasse depuis un perchoir dégagé (par exemple depuis une branche morte).

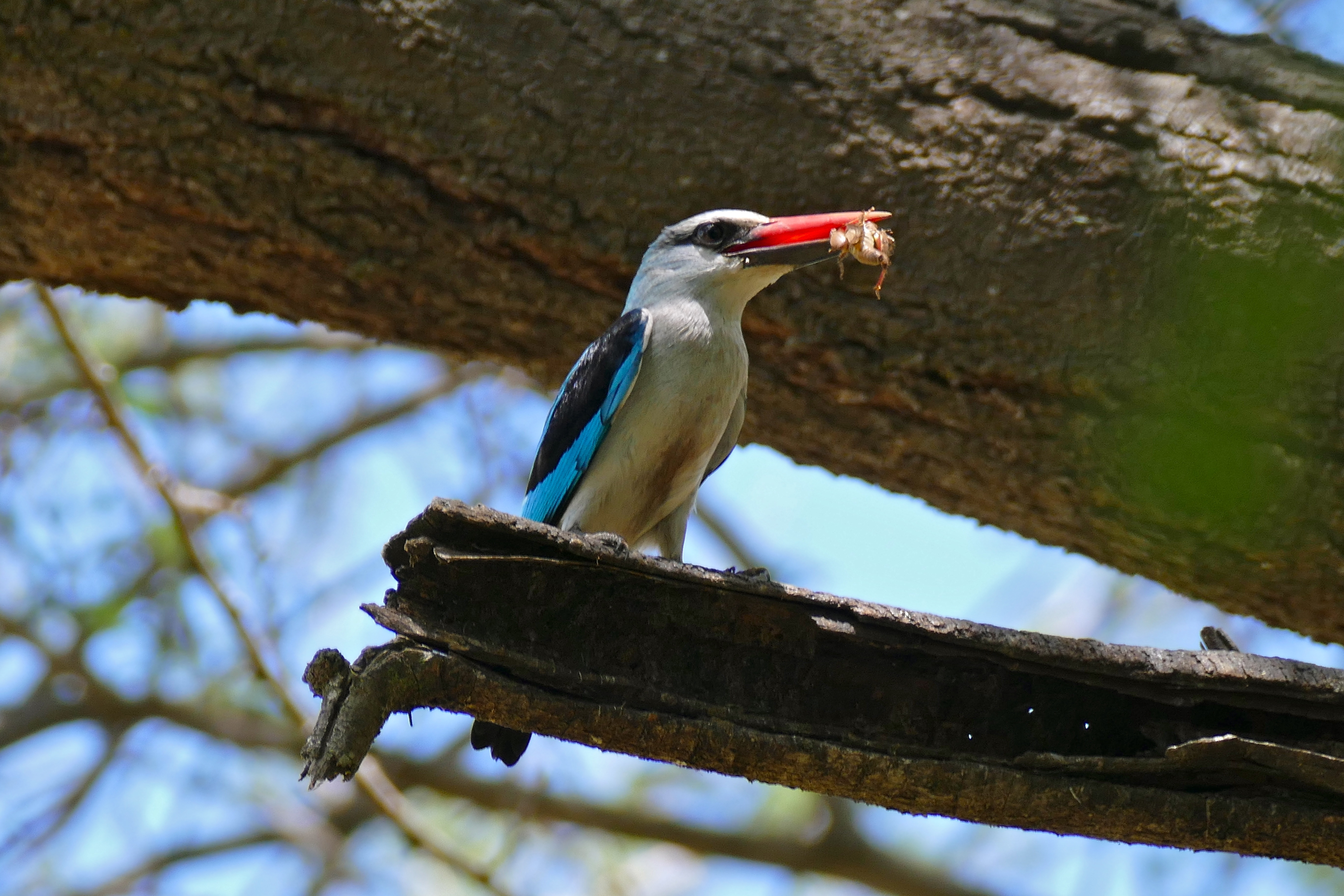
Martin-chasseur du Sénégal ayant capturé un insecte

Ses proies sont principalement des insectes, mais aussi d'autres arthropodes, des serpents et lézards, des poissons, de petits rongeurs, des grenouilles, voire de jeunes oisillons.

### Reproduction
Le Martin-chasseur du Sénégal réalise une parade nuptiale au cours de laquelle il étend ses ailes pour montrer les parties blanches de leur face inférieure . Le nid est bâti à l'intérieur d'un arbre, dans un trou creusé par une autre espèce (un pic ou un barbican ou un barbion en général), ou dans la berge d'une rivière. La ponte est constituée en moyenne de trois œufs, qui sont ronds et blancs.

## Répartition et habitat

### Habitat
Cet oiseau est un habitant des forêts équatoriales et tropicales africaines, mais on peut le rencontrer dans les savanes boisées, près des lacs, rivières et mangroves, voire près des habitations humaines.

### Répartition et sous-espèces
C'est un oiseau endémique du continent africain, présent du sud du Sahara au nord de Pretoria.
Selon les auteurs, cette espèce présente deux ou trois sous-espèces:
- Halcyon senegalensis fuscopileus : Sierra Leone jusqu'au sud du Nigeria, l'île de Bioko (Fernando Póo) et le bassin du Congo,
- Halcyon senegalensis senegalensis : Sénégal et Gambie jusque, vers l'Est l'Éthiopie et vers le Sud, l'ouest du Kenya, le nord-ouest de la Tanzanie, le Rwanda et le Burundi,

sont deux sous-espèces reconnues par la communauté scientifiques.
- Halcyon senegalensis cyanoleuca : nord-ouest de la Tanzanie jusque, vers le Sud, l'Angola, le Botswana et le nord-est de l'Afrique du Sud

est considérée comme une espèce ou une sous-espèce selon les auteurs.

### Migration
Ce Martin-chasseur vit essentiellement dans une bande située à 8° de l'équateur, mais les populations les plus excentrées vers le sud ou le nord réalisent une migration vers la zone équatoriale pendant la saison sèche. La migration s'effectue alors de nuit, en solitaire ou en petits groupes aux membres dispersés.

## Le martin-chasseur du Sénégal et l'homme

### Statut et préservation
Cette espèce, considérée comme commune sur son aire de répartition, a été classée dans la catégorie LC (préoccupation mineure) par l'UICN.

### Philatélie
Plusieurs pays ont émis des timbres à l'effigie de cet oiseau (voir quelques exemples sur cette page) : le Bénin en 1982, le Botswana en 1997 et 2007, le Burkina Faso en 1994, le Gabon en 1971, la Gambie en 1990, la
Guinée en 2001, le Mozambique en 1987, la Namibie en 1998, le Niger en 1968 et 1971, le Rwanda en 1967, la Sierra Leone en 1999, L'Afrique du Sud en 2000 et 2002, et l'Ouganda en 1995.